# Кведлинбуршки анали
Saxonicae Annales Quedlinburgenses или Кведлинбуршки анали су анонимни анали из опатије Кведлинбург писани између 1008. и 1030. године.

## Анали
Анали су до данас сачувани само у деловима, са великим празнинама. Највеће празнине покривају време од 874. до 910. и од 961. до 983. године. Старији део анала писан је на основу дела Беде Венерабилиса, Каролиншких анала, немачких локалних хроника, нарочито хронике манастира Корвеј. Писци су савременици и очевици, људи који су добро познавали догађаје. Анали не представљају историју Немачке већ једноставно записују догађаје. У аналима доминирају подаци о немачким ратовима, али су дати на чињеничном нивоу, објективно и без емоција. На другом месту је породична историја Лиудолфинга. За период који описују, Кведлинбуршки анали су најдрагоценији извор, а за неке догађаје и једини.